# Михаил (Пиредда)
Епи́скоп Михаи́л (греч. Επίσκοπος Μιχαήλ, в миру Микеле Пиредда, итал. Michele Piredda; 20 декабря 1933, Кальяри — 31 августа 2016, Италия) — епископ старостильной ИПЦ Греции (Синод Хризостома); епископ Норский (1995—2016).
Тезоименитство — 8 (21) ноября (память Архангела Михаила).

## Биография
Родился 20 декабря 1933 года в городе Кальяри, на Сардинии, в благочестивой католической семье. Был старшим из десяти детей.
С юности ища монашеской жизни, он отправился в континентальную Италию и стал послушником в кармелитском монастыре.
Богословское образование получил в Италии и стал католическим монахом.
Познакомился с православным священником Иоанном Баскио, который рассказал ему о православии. Хотя Микеле во время их первой встречи был изначально враждебен возрождённой православной традиции на Сардинии, ему было предложено задать себе некоторые серьезные вопросы и принять участие в православной Божественной литургии. В 1966 году он принял Православие через крещение.
В 1982 году Иоанн (Баскио) был принят в греческий старостильный «Каллистовский Синод», где сразу же получил епископский сан. В том же году Иоанн (Баскио) постригает его в рясофор.
16 сентября 1983 года бы рукоположен в сан иеродиакона, а 1 октября 1984 года — в сан иеромонаха.
После распада Каллистовского синода, оказался в созданном на его обломках Кипраном (Куцумбасом) и Иоанном (Баскио) «Синоде противостоящих».
26 апреля (9) мая 1993 года в Сардинии был рукоположен в сан епископа, викария митрополита Сардинии Иоанна (Баскио) в юрисдикции Синода противостоящих.
30 сентября (13) октября 1995 года избран епархиальным архиереем новоучредённой Норский епархии (итал. Sacra Diocesi de Nora-Cagliari). После кончины Иоанна (Баскио) в 2002 году юрисдикция епархии распространяется на весь остров Сардиния, за исключением муниципалитета Маррубью, которая находилась в подчинении митрополита Филийского (Греция). Как отмечается в его некрологе на сайте епархии Этны и Портенда, «епископ Михаил, создал небольшую, но динамичную епархию в Кальяри».
Как отмечается в его некрологе, «Было бы упущением не упомянуть неизменную, непоколебимую, любящую, вдохновенную преданность епископа Михаила своему духовному отцу, митрополиту Киприану Оропосскому и Филийскому, кого он считал по-настоящему святым человеком».
18 марта 2014 года вместе со всеми членами Синода противостоящих вошёл в состав ИПЦ Греции (Синод Хризостома) на правах епархиального архиерея.
Осенью 2015 года здоровье епископа Михаила стала стремительно ухудшаться.
В январе 2016 года, во время своего пастырского визита, митрополит Киприан (Гиулес) исполнил горячее желание епископа Михаила и постриг его в Великую Схиму.
Через недель спустя здоровье епископа Михаила ухудшилось настолько, что был вынужден постоянно лежать в постели. Всё оставшееся время у его постели находился его ученик иеромонах Мариано (Орру).
Скончался 31 августа 2016 года (по старому стилю) в 83-летнем возрасте после продолжительной болезни. Его тело было доставлено на следующий день в Грецию, для погребения в Монастырь святых Киприана и Иустины в Фили.
9 сентября 2016 года во второй половине дня в четверг в Монастыре святых Киприана и Иустинии в Филе, Греция, состоялось его отпевание. Согласно его завещанию, его похоронили именно в этом монастыре, с которым он был тесно связан в течение 32-х лет.